# Transportör (yrke)
Denna artikel avser yrket transportör. För andras betydelser, se Transportör
Transportör, även patienttransportör eller sjukhusvaktmästare, är ett yrke inom sjukvården.
Arbetet består i första hand i att transportera patienter mellan olika enheter inom ett sjukhus eller mellan enheter inom en sjukhusorganisation, till exempel mellan en vårdavdelning och en operationsavdelning.